# Bahnhof Sassnitz
Der Bahnhof Sassnitz (bis 1993 Saßnitz) ist ein Bahnhof in der Stadt Sassnitz auf Rügen. Hier befindet sich das nördliche Ende der Bahnstrecke Stralsund–Sassnitz. Im Bahnhof zweigte eine Strecke nach Sassnitz Hafen ab, die im Jahr 2000 stillgelegt wurde. Das Bahnhofsgebäude mit Güterschuppen steht unter Denkmalschutz.

## Anlagen

### Bahnsteige und Gleise

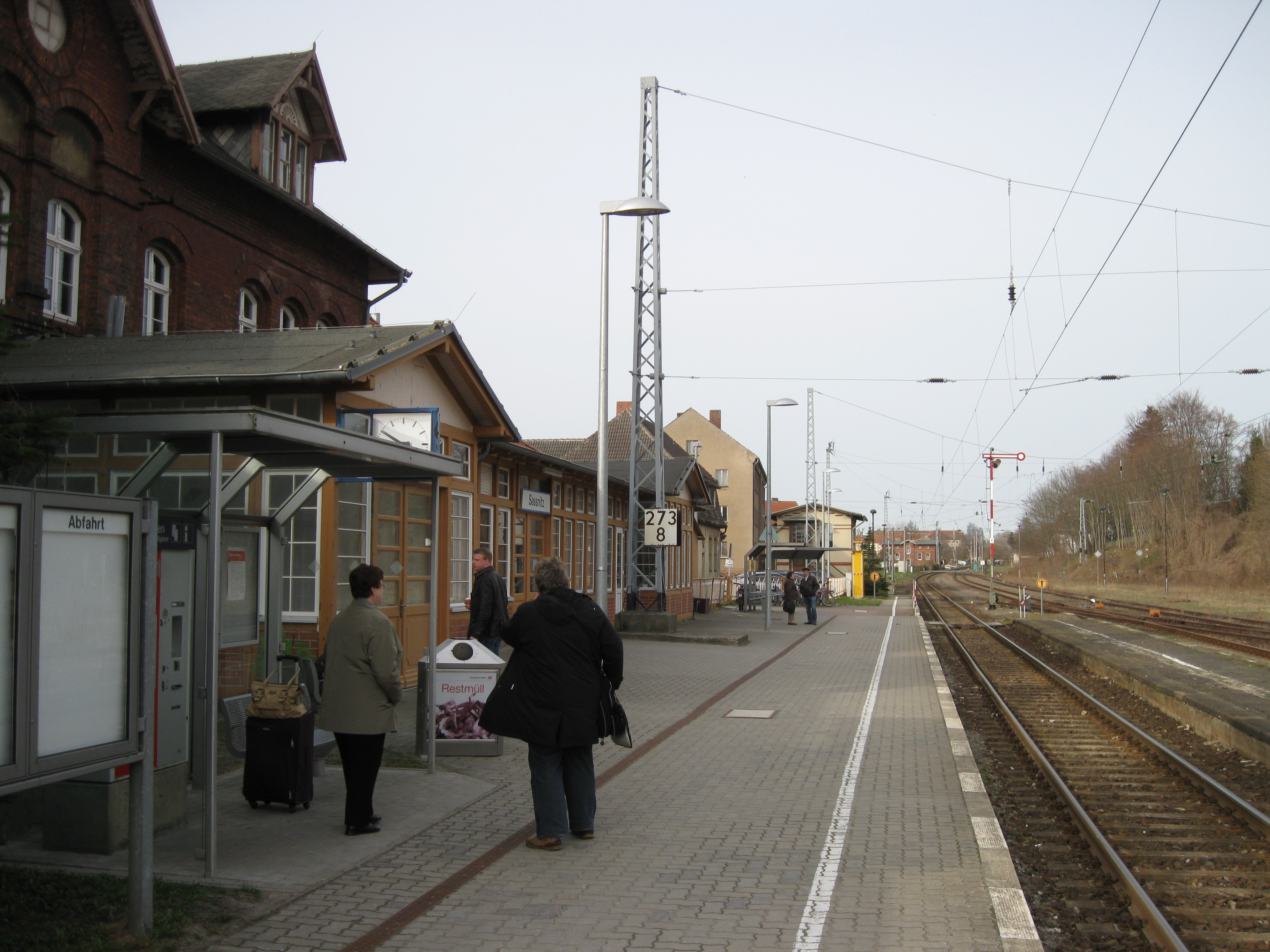
Haus- und Inselbahnsteig (2011)

1962 verfügte der Saßnitzer Bahnhof über insgesamt 20 Gleise mit einer Gesamtlänge von 2589 Metern. Darüber hinaus gab es ein 300 Meter langes Anschlussgleis zu einem Kreidewerk sowie ein 125 Meter langes Anschlussgleis zu einem Kohlehandel.
Heute besitzt der Bahnhof einen Bahnsteig, der 100 Meter lang und 55 Zentimeter hoch ist. Der Inselbahnsteig am Gleis 2 wurde zurückgebaut.

### Empfangsgebäude
Das heutige Empfangsgebäude ist ein Massivbau mit drei Geschossen. Es steht unter Denkmalschutz.

### Stellwerke
1904 wurden im Bahnhof Sassnitz die Stellwerke Swb (später W1) und Sz (später B2) in Betrieb genommen. Mit Stilllegung der Hafenbahn wurde am 7. Januar 1998 das Befehlsstellwerk B2 aufgelassen. Das vormalige Wärterstellwerk W1 diente daraufhin bis zum 26. Juli 2021 als alleiniges Fahrdienstleiterstellwerk. Es verfügte über mechanische Technik; sämtliche Hauptsignale waren Formsignale. Am 3. Dezember 2021 ging ein von Lietzow (Rügen) aus gesteuertes elektronisches Stellwerk in Betrieb.

## Bahnbetriebswerk Saßnitz
Für die Behandlung der Dampflokomotiven war dem Bahnhof Saßnitz ein Bahnbetriebswerk angeschlossen. Dieses hatte einen siebenständigen Rechteckschuppen, mehrere Kohlebansen, einen Wasserkran und eine Drehscheibe. Von dort aus waren Tenderlokomotiven der Baureihen 62 und 78 eingesetzt. In den 1950er Jahren erhielt das Betriebswerk eine 23-Meter-Drehscheibe. Ab diesem Zeitpunkt konnten Schlepptender-Lokomotiven bis Saßnitz fahren und dort gedreht werden.

## Verkehr
Der Bahnhof Sassnitz wurde stets von allen Fernzügen über die Königslinie zwischen Deutschland und Schweden bedient. 1914 verkehrten über die Strecke zwei Durchgangszug-Paare zwischen Berlin und Schweden. In der Sommersaison bedienten weitere Eil- und Schnellzüge des Binnenverkehrs den Bahnhof. Dieses Fernzugangebot blieb – abgesehen von Kriegszeiten – über Jahrzehnte weitgehend konstant. Die beiden Schnellzug-Paare führten außerdem Kurswagen von oder nach Hamburg.
Nach dem Bau des Rügendamms 1936 blieb das Angebot weitgehend unverändert. Der Rügendamm und der Fährhafen Saßnitz wurden im Zweiten Weltkrieg erheblich beschädigt und waren 1945 nicht mehr benutzbar. Der Fährverkehr und damit die Fernzüge wurden zunächst auf die Relation von Trelleborg nach Gdynia und später nach Świnoujście-Odra Port verlagert. Erst 1948 wurde der Verkehr wieder auf die Strecke nach Saßnitz verlegt. Von 1954 bis 1959 verkehrte der Balt-Orient-Express über Saßnitz.
Im Sommer 1955 führte die Deutsche Reichsbahn den „Saßnitz-Express“ zwischen Saßnitz und München mit Anschluss an die Fährlinie ein, mit dem sie einen Teil des devisenträchtigen, über Großenbrode Kai laufenden Urlauberverkehrs zwischen der westlichen Bundesrepublik Deutschland sowie West-Berlin und Skandinavien für sich gewinnen wollte. Das Zugpaar wurde mit Vorkriegs-Schnelltriebwagen bedient und hielt zum Fahrgastwechsel außer in Saßnitz nur noch in West-Berlin und auf bundesdeutschem Gebiet. Ab 1958 wurde der „Saßnitz-Express“ auf einen lokbespannten Wagenzug umgestellt. In den Folgejahren wurden die Zugläufe über die Königslinie mehrfach verändert.
1981/1982 bedienten vier Schnellzugpaare den Bahnhof Saßnitz, davon eines lediglich im Binnenverkehr innerhalb der DDR. Bis 1983 gab es noch Kurswagen von oder nach München, anschließend verkehrten die Züge des Schwedenverkehrs lediglich noch von oder nach West-Berlin.

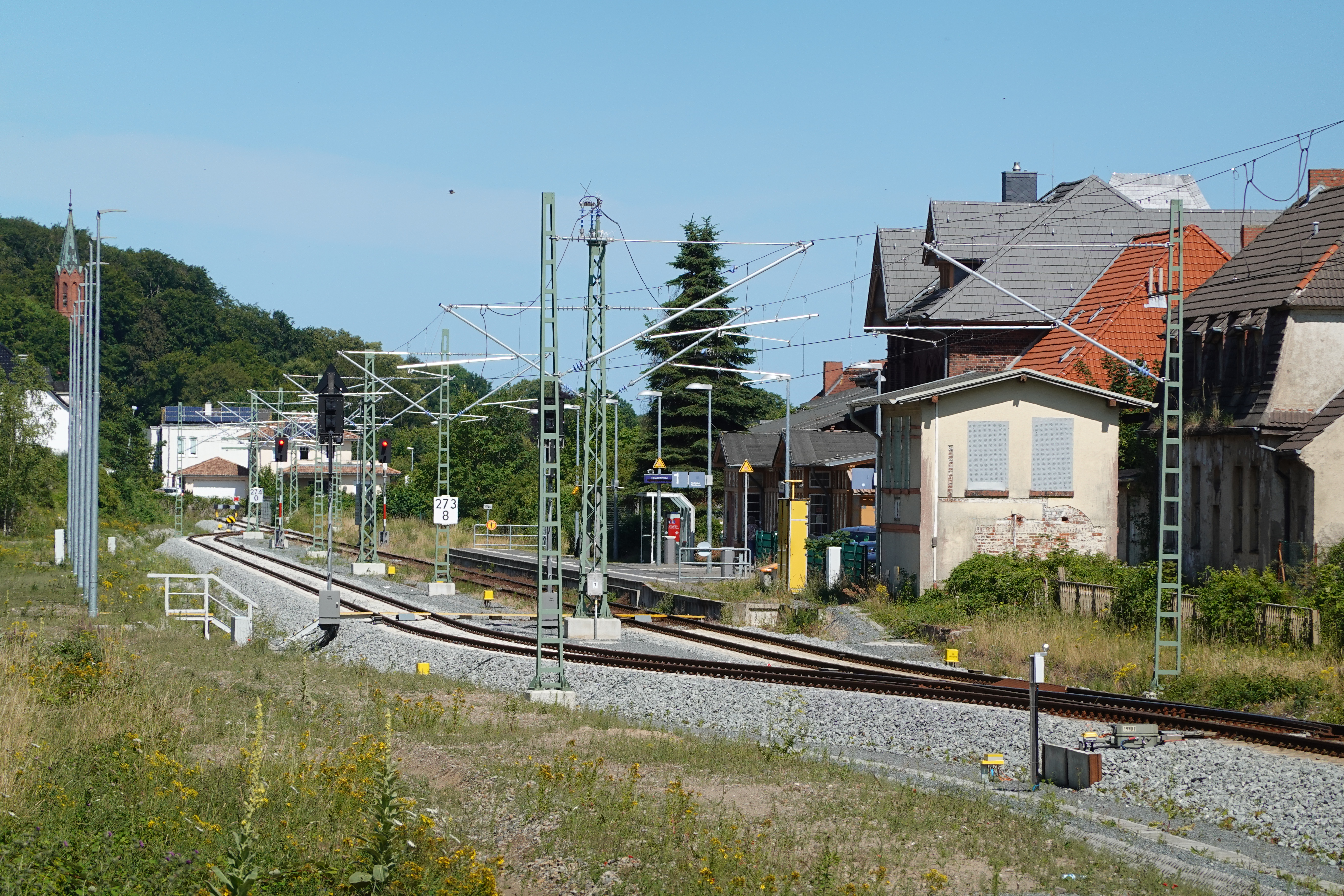
Gleisanlagen nach Umstellung auf elektronisches Stellwerk (2023)

Nach der Wende in der DDR sank der Marktanteil des Fernverkehrs auf der Schiene, und die Zugzahl über die Königslinie wurde schrittweise reduziert. Mit der Schließung des alten Sassnitzer Fährhafens und der Verlagerung in den neuen Fährhafen Sassnitz, den früheren Fährhafen Mukran, verlor der Bahnhof Sassnitz 1998 seinen verbliebenen Fernverkehr.
Seit 1998 wird der Bahnhof ausschließlich im Regionalverkehr bedient. Der als „Hanse-Express“ bezeichnete RE 9 erreicht den Bahnhof Montag bis Freitag stündlich von Stralsund aus, täglich alle zwei Stunden kommen die Züge bereits von Rostock.